# 韦亚诺
韦亚诺（義大利語：Vejano），是意大利维泰博省的一个市镇。总面积44.33平方公里，人口2277人，人口密度51.4人/平方公里（2009年）。ISTAT代码为056056。

## 友好城市
- 義大利桑托尔索